# 特雷武赫纳
特雷武赫纳（西班牙語：Trebujena）是西班牙安达卢西亚自治区加的斯省的一个市镇。总面积69平方公里，总人口7069人（2017年），人口密度100人/平方公里。这个小镇以无产阶级工人运动而闻名。

## 政治
这个小镇以无产阶级工人运动而闻名。在19世纪，农民经常发起抵抗地主阶级的暴乱。在20世纪30年代西班牙无政府主义暴动的背景下，全国劳工联盟和西班牙共产党在当地占有重要地位。根据1979年的数据，特雷武赫纳有三分之二的居民支持西班牙共产党。

### 2015年市镇选举
| 政党                                       | 议席 | 票数 | 比例   |
| ------------------------------------------ | ---- | ---- | ------ |
| IULV-CA (绿色联合左翼－为了安达卢西亚呼声) | 7    | 1990 | 46.57% |
| PSOE-A (安达卢西亚西班牙工人社会党)        | 5    | 1369 | 32.04% |
| Por Trebujena Si Se Puede (我們能)         | 1    | 460  | 10.77% |

## 大众文化
特雷武赫纳是1987年斯蒂芬·斯皮尔伯格执导影片太阳帝国的一个拍摄地点。这次拍摄活动有助于振兴当地经济。
这部电影主要在上海市和西班牙取景。斯皮尔伯格选择了加的斯省的特雷武赫纳镇来重现吴淞江上的日本集中营。在小镇附近沼泽地的农场，导演拍摄了火车站、机场、体育场和日本集中营的镜头。

## 人口
| 特雷武赫纳历史人口变化 |
|                        |
| 来源：INE              |

## 节日
- 圣诞节：通常以家庭的形式庆祝。在家庭聚餐之后，朋友们通常会再次聚会。
- 狂欢节：每年2月举行。
- 圣周

- 特雷武赫纳日：每年4月21日庆祝，以纪念1494年4月21日特雷武赫纳被授予市镇资格。

- Trebu：街头音乐节。从2008年开始举办，通常在4月末至5月初举办。[8]

- 圣胡安露天舞会：每年6月23日晚上举行。伴有篝火和烟花表演。

- 朋克搖滾-摇滚乐节

- 厨艺竞赛：通常在12月的第1个周末举行。[9][10]

## 图集

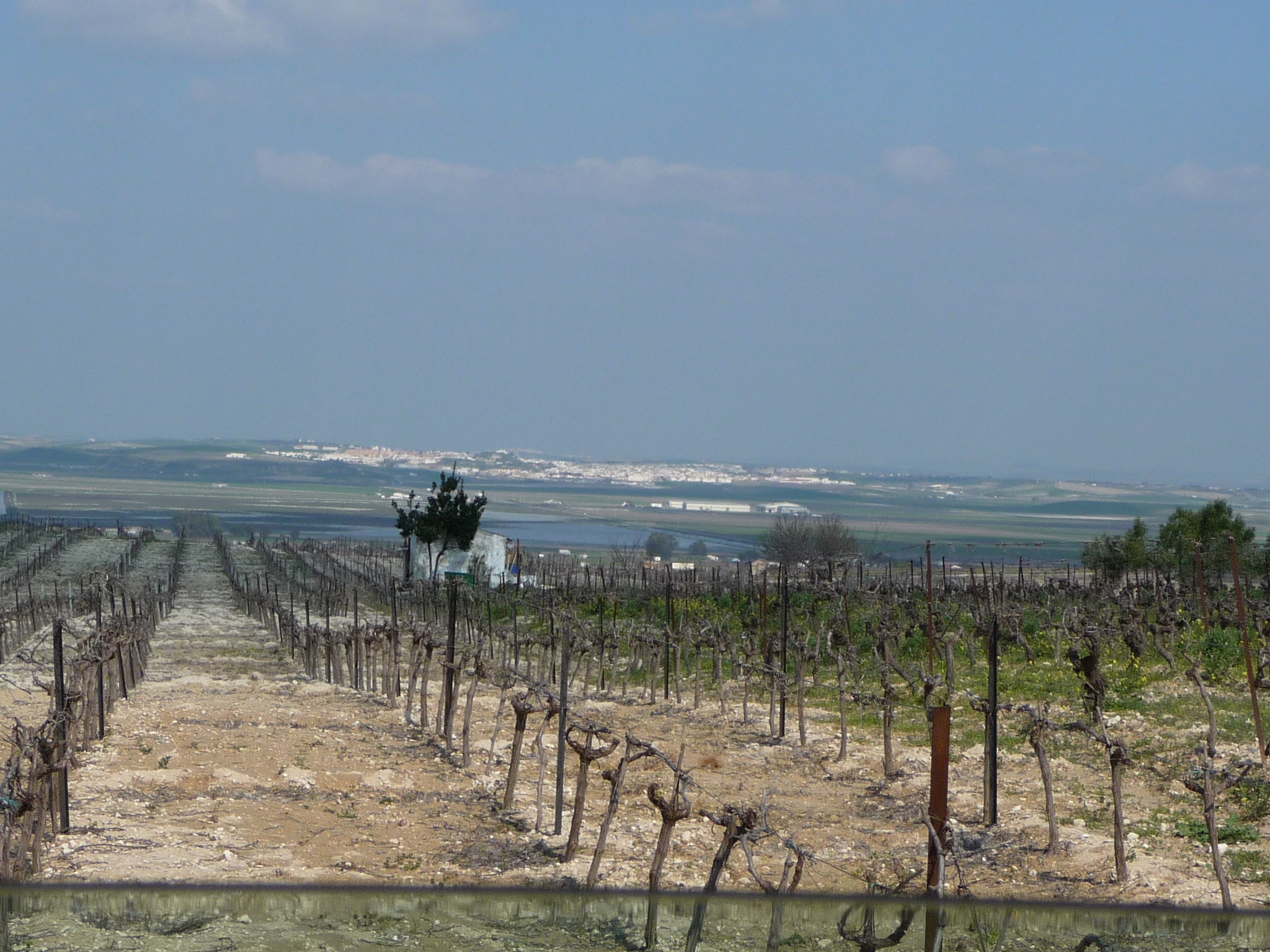
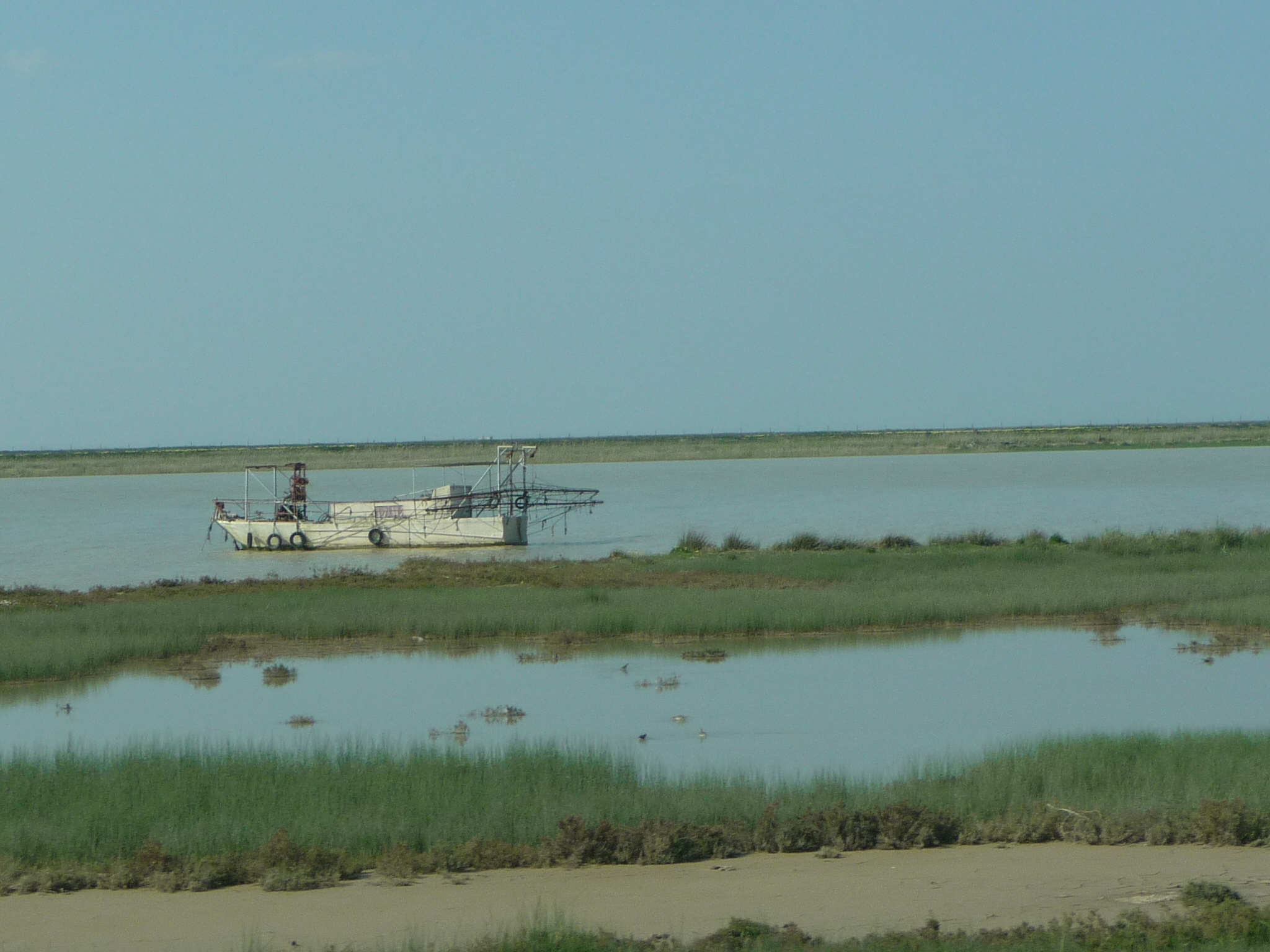
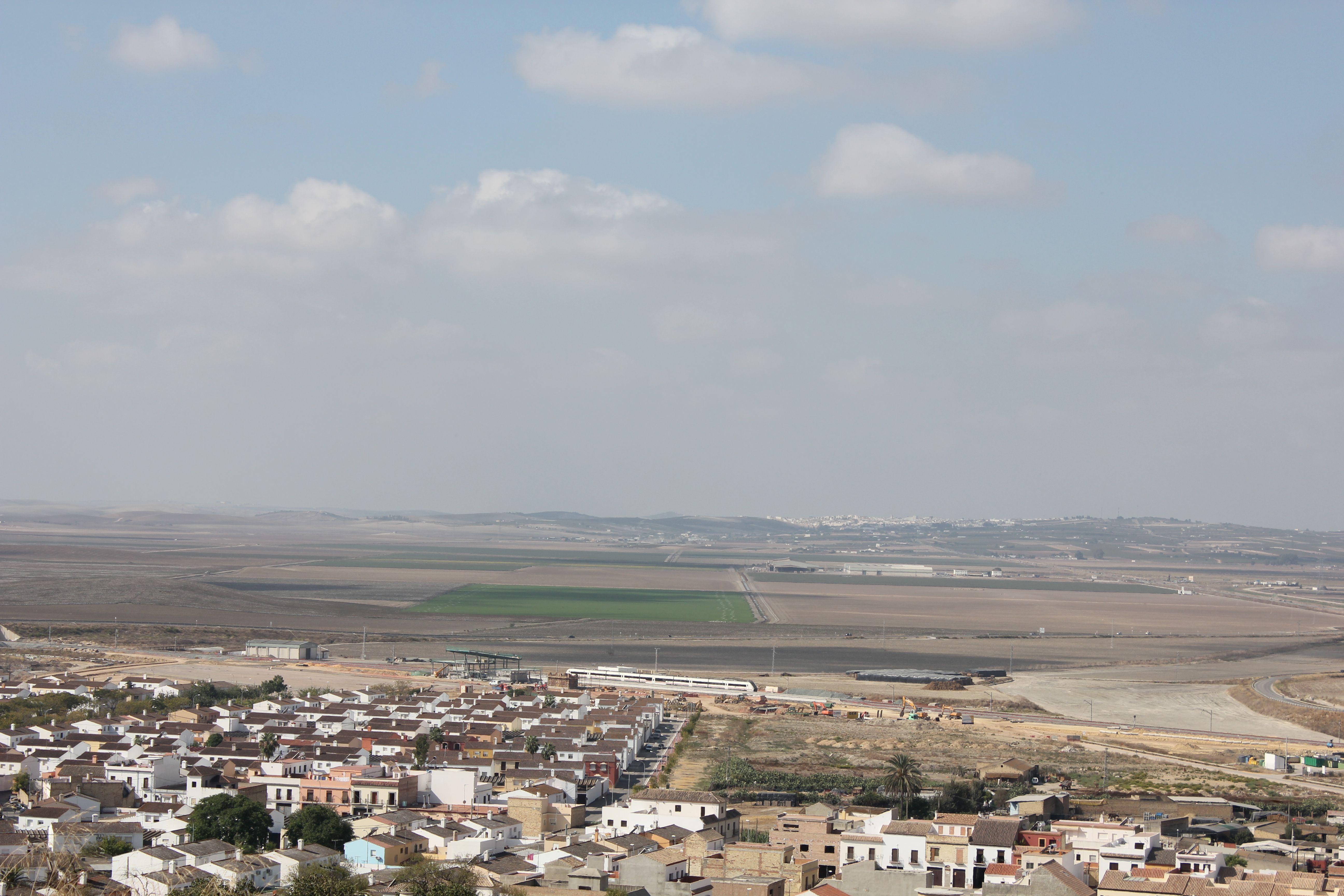
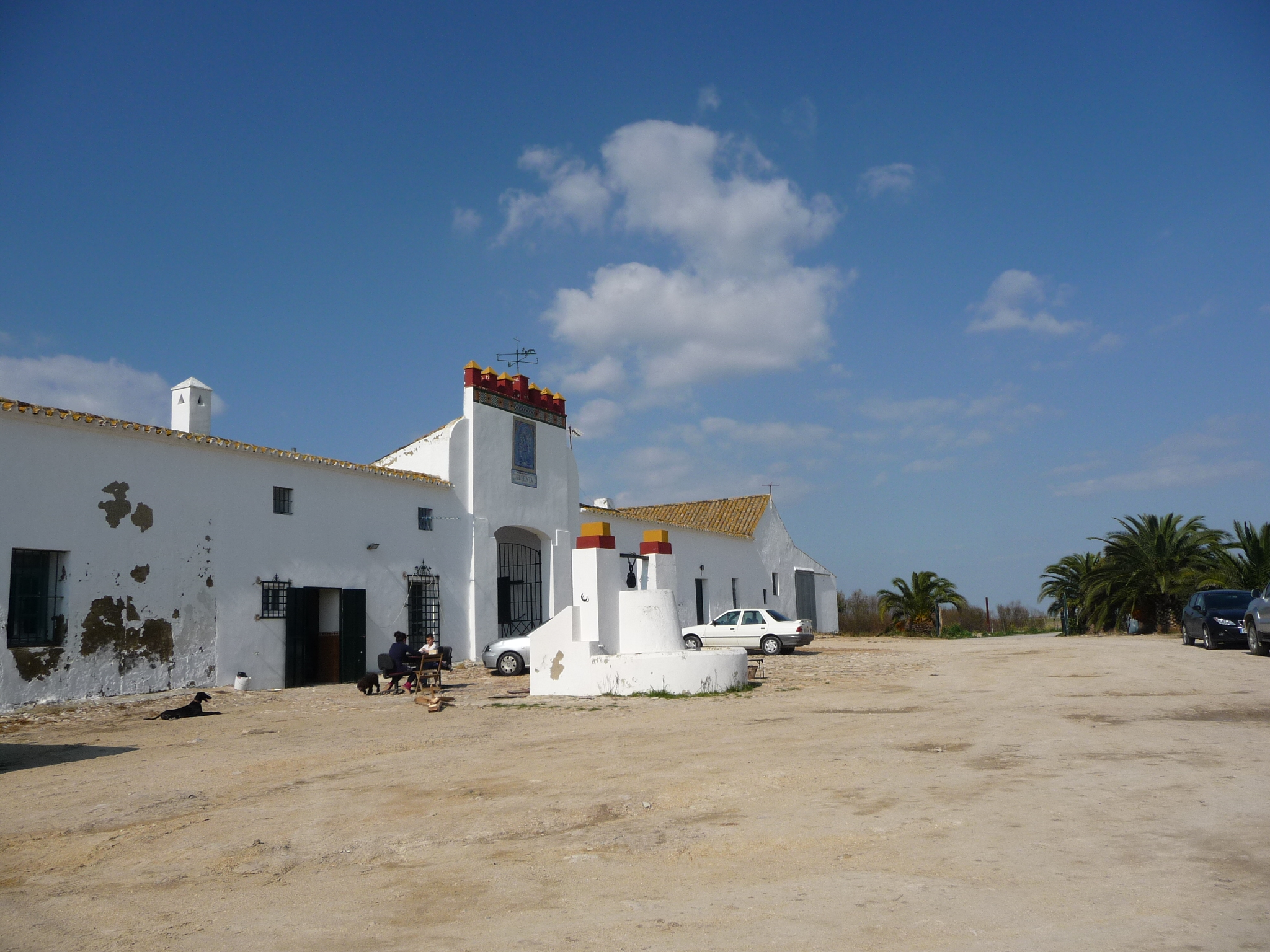
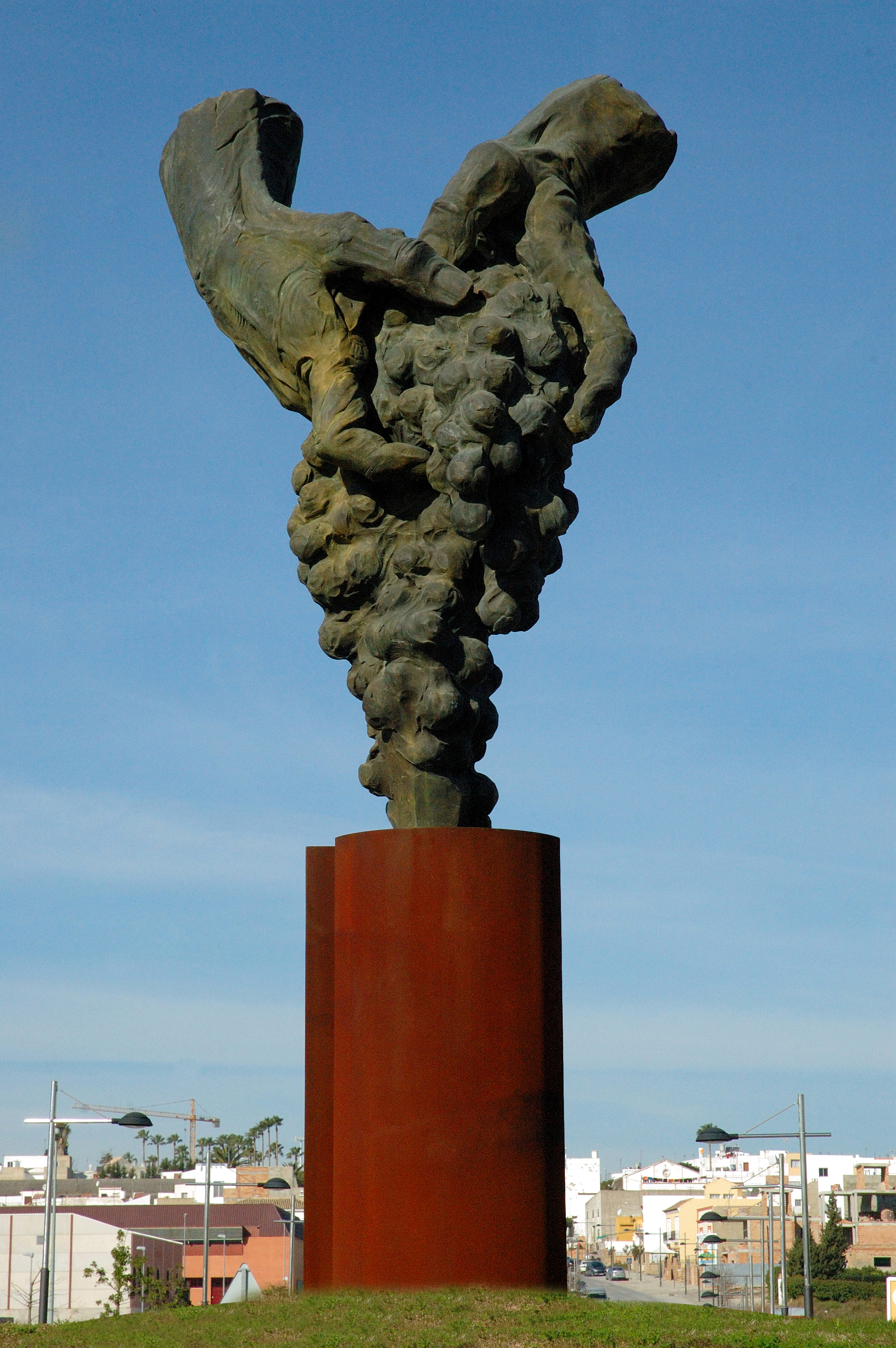
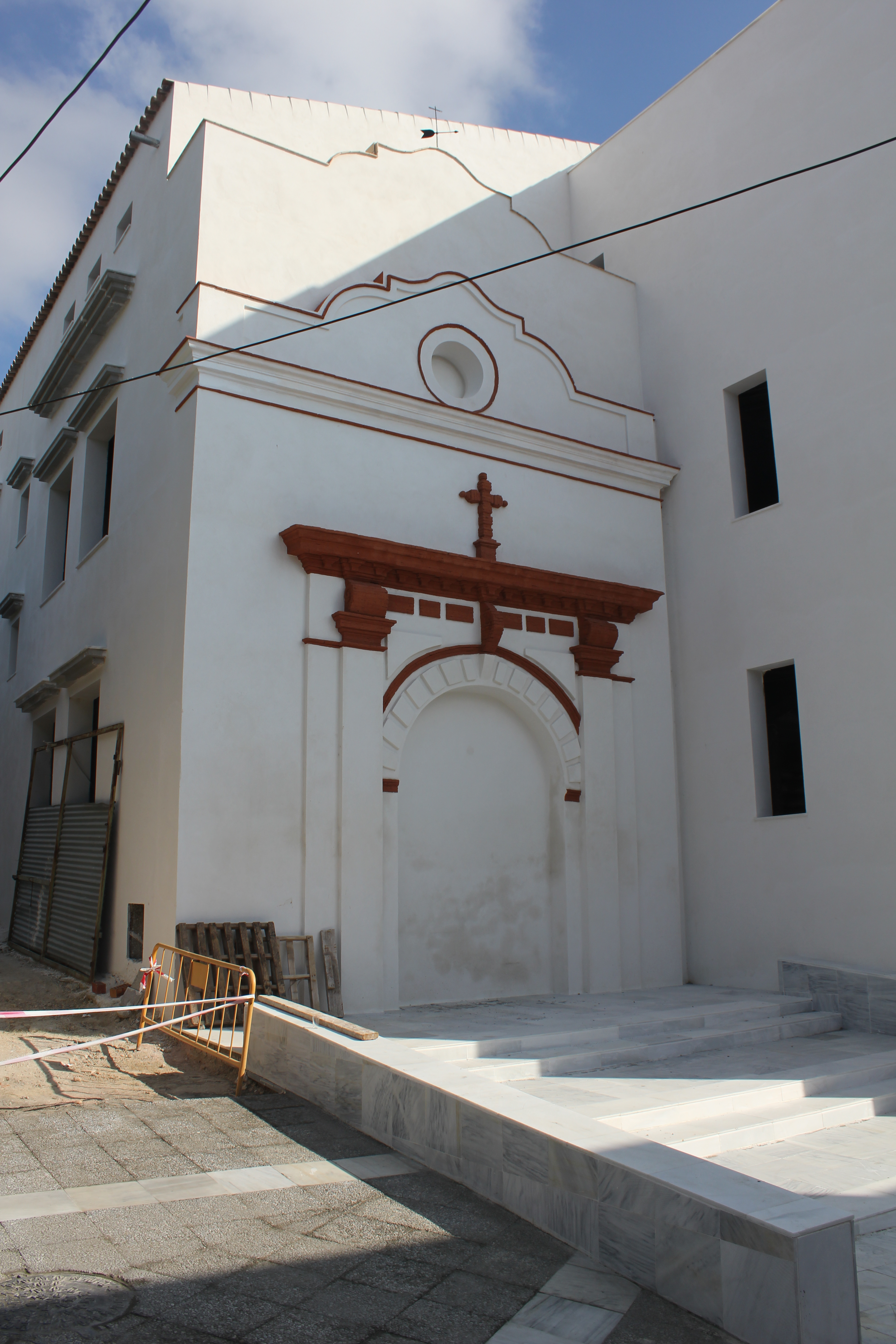

## 参考文献

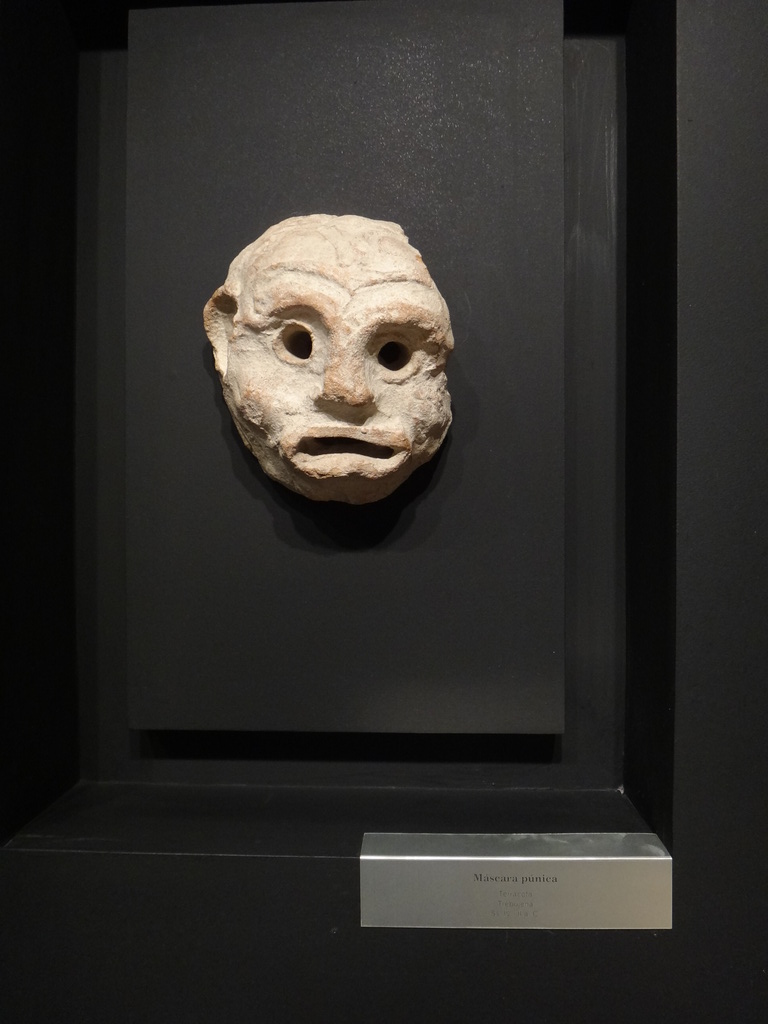
特雷武赫纳面具，收藏于赫雷斯-德拉弗龙特拉考古博物馆